# Piazza Grande (Oderzo)
Pour les articles homonymes, voir Piazza Grande.
La Piazza Grande est la place principale d'Oderzo, en province de Trévise.
Depuis le Moyen Âge, elle est le centre de la vie sociale, économique et religieuse de la cité.
Il s'agit d'une des plus fameuses places de Vénétie par sa particulière forme scénique.
Dédiée à Victor-Emmanuel II, à la fin du XIXe siècle, elle reprend son nom original à la fin des années 1990.

## Description
De forme rectangulaire, elle s'ouvre en direction nord-est vers la via Battisti et le cours du fleuve Monticano. Sur le côté, elle est bordée par le Torresòn et, le palazzo Saccomani recouvert de peinture a fresco sur sa façade, aujourd'hui en mauvais état de conservation.
Dans l'angle sud-est se trouve la galerie d'arcades de l'ex Loggia Communale, aujourd'hui fermée par  une baie vitrée et dont les locaux sont destinés à une banque. Le côté sud correspond à l'enceinte médiévale de la cité, au centre de laquelle s'ouvrait la Porta Trevisana, appelée ainsi car elle menait vers Trévise ; aujourd'hui, il s'agit de l'actuel Torresin (tour de l'horloge), le symbole de la ville. Au sud-ouest, s'élève le duomo di San Giovanni Battista, proche duquel se trouve la piazza Carducci, contiguë à la piazza Grande.
À  l'ouest, à droite de la piazza Carducci, se dressent deux palais nobiliaires du XVIe siècle, un des deux abrite l'historique Caffè Commercio, un des établissements publics les plus anciens de la ville.
À  gauche du côté nord, une brève voie relie piazza Grande à l'attenante piazza Castello. Ce côté est bordé par le Palazzo dei Battuti, actuellement fermé pour restauration.
À l'extrémité du côté ouest, est tracé sur le sol, un cadran solaire en forme de huit, communément appelée meridiana, il s'agit en réalité d'une analemme, probablement la plus grande existante en Italie, qui fait fonction de calendrier grâce à l'ombre portée par le pinacle du duomo chaque jour à midi.

## La restauration de 1992
Sa configuration actuelle de place piétonnière est le résultat d'un grand chantier de rénovation urbaine, effectué en 1992, selon un projet de l'architecte Toni Follina. Lors de ses mêmes travaux d'aménagements, de nombreux vestiges de l'époque romaine sont mis au jour en sous-sol, ils ne sont pas encore accessibles au public.

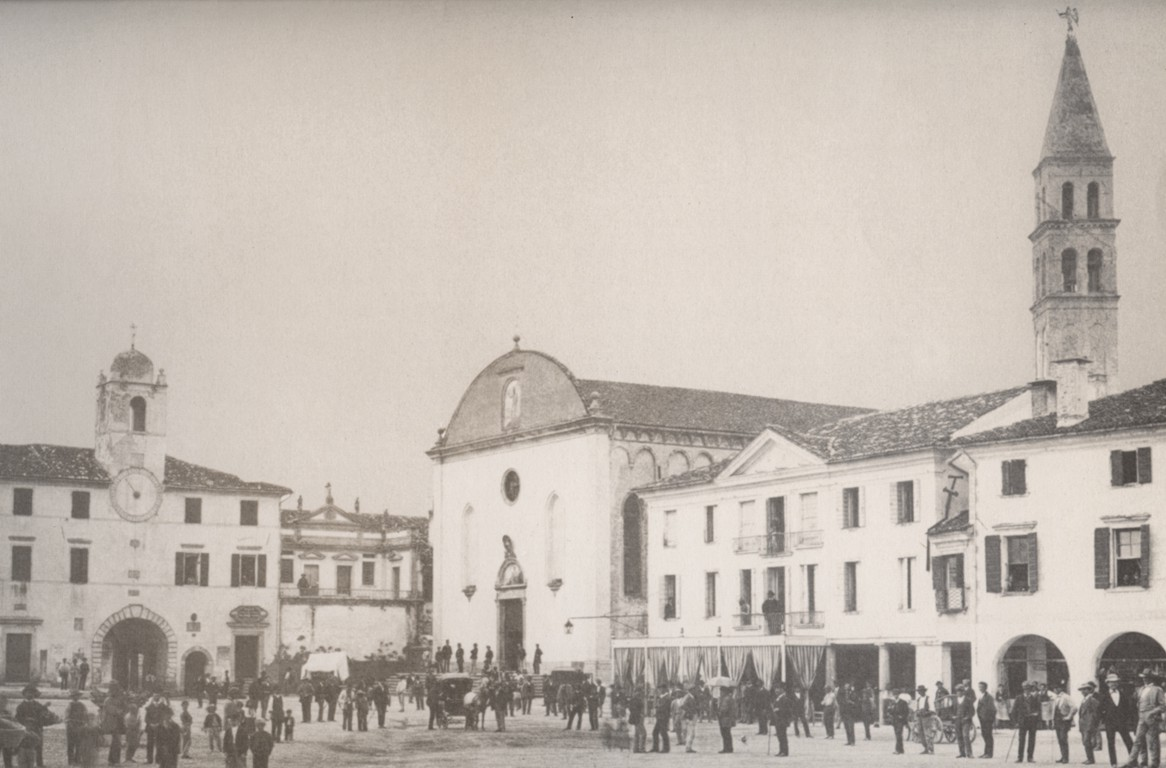
La piazza Grande en 1870.
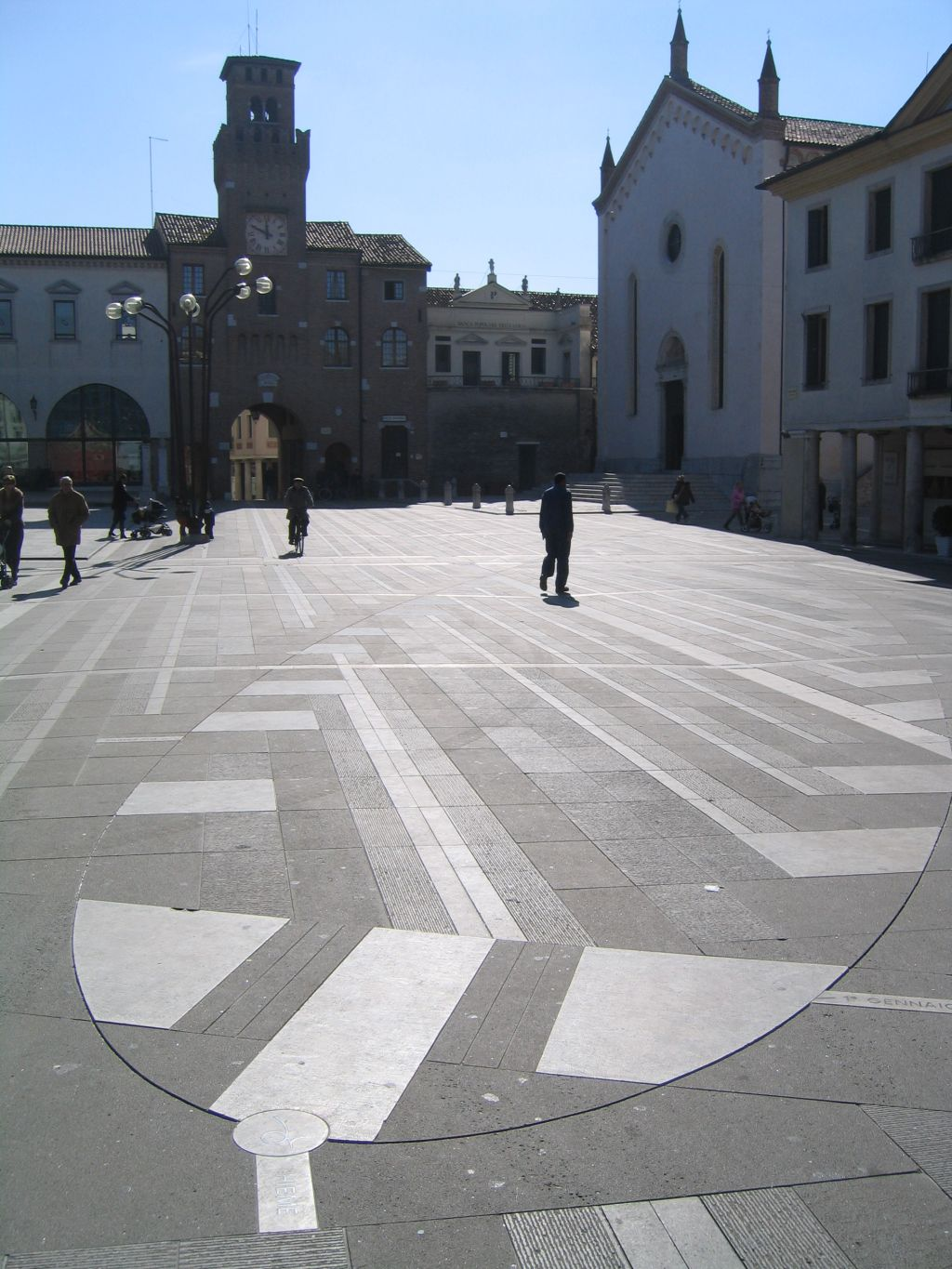
La meridiana

## Sources
- (it) Cet article est partiellement ou en totalité issu de l’article de Wikipédia en italien intitulé « Piazza Grande (Oderzo) » (voir la liste des auteurs).